# Kościół św. Jana Chrzciciela w Brennej
Kościół świętego Jana Chrzciciela – rzymskokatolicki kościół parafialny należący do parafii pod tym samym wezwaniem (dekanat Skoczów diecezji bielsko-żywieckiej).
Pozwolenie na budowę świątyni zostało otrzymane w 1792 roku, podczas panowania cesarza Franciszka II Habsburga. Wybudowany kościół został poświęcony w dniu 21 sierpnia 1796 roku.

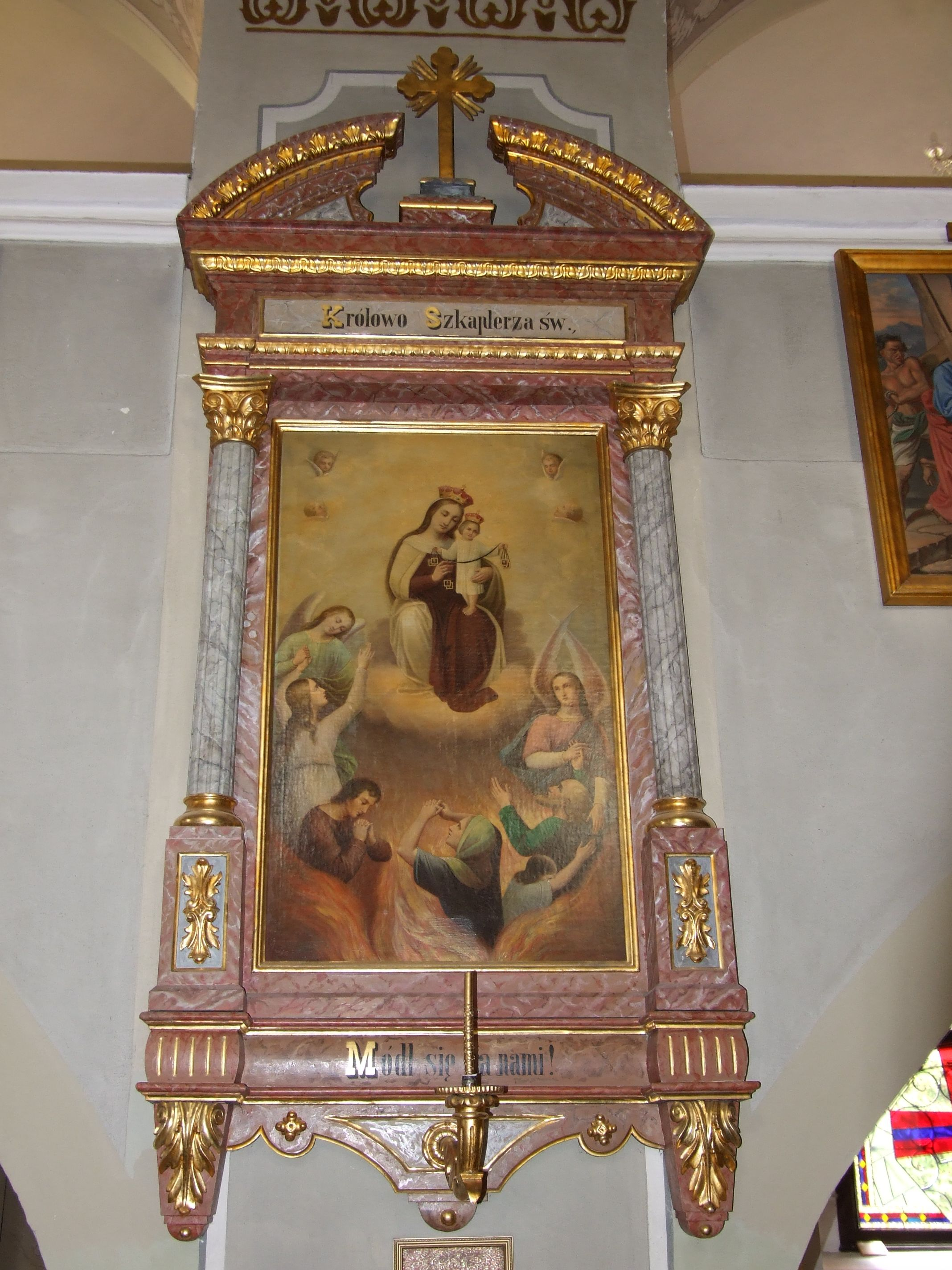
Matka Boża Szkaplerzna

Świątynia posiada ciekawy wystrój. W ołtarzu głównym znajduje się obraz chrztu Jezusa w Jordanie, pędzla Stanisława Jastrzembskiego z Cieszyna, powstały w XVIII wieku. We wnętrzu znajdują się również figury św. Józefa i św. Anny wykonane pod koniec XIX wieku. Wspomniany wyżej Stanisław Jastrzembski namalował również obrazy przedstawiające Świętą Rodzinę, Matkę Bożą Szkaplerzną i św. Jana Sarkandra oraz stacje Drogi Krzyżowej. Od 1897 roku w kościele znajdują się organy słynnej firmy Rieger z Karniowa. Wyposażenie powstało głównie w XIX wieku. Budowla była wielokrotnie remontowana.